# Barbara Walters
Barbara Jill Walters (ur. 25 września 1929 w Bostonie, zm. 30 grudnia 2022 w Nowym Jorku) – amerykańska dziennikarka telewizyjna. Pierwsza kobieta-anchor w telewizji USA.
Była 11-krotnie nominowana do Nagrody Emmy, w 1983 zdobyła tę nagrodę, a w 1990 została wybrana do Hall of Fame Academy of Television Arts & Sciences.

## Życiorys
Urodziła się w rodzinie pochodzenia żydowskiego, która wyemigrowała ze wschodniej Europy (dziadek Walters, Isaac Abrahams, urodził się w Łodzi). W USA jej ojciec był właścicielem sieci nocnych klubów, a także prowadził impresariat teatralny, przez co Barbara przebywała jako dziecko w otoczeniu sław. Miała dwoje rodzeństwa: jej brat zmarł w 1932 na zapalenie płuc, a niepełnosprawna siostra – w 1988.
Po ukończeniu college’u w 1951 podjęła pracę w stacji telewizyjnej NBC WNBT-TV (dziś WNBC) i pracowała w agencji reklamowej. Następnie została asystentką dyrektora ds. reklamy stacji telewizyjnej i skupiła się na działalności w mediach.
W 1953 roku zrealizowała w NBC WNBT-TV swój autorski pomysł na program dla dzieci. Została najmłodszą producentką. 15-minutowy Ask the Camera wyreżyserował Ronne Arledge. W niezależnej stacji telewizyjnej WPIX współtworzyła scenariusze do programu Eloise McElhone Show. Była autorką 6 odcinków.
Z początkiem 1955 roku została scenarzystką The Morning Show w telewizji CBS. Jednocześnie podjęła pracę w zespole public relations Tex McCrary Inc, gdzie kierowała działem telewizji i radia, a następnie została publicystką i dziennikarką w magazynie dla kobiet Redbook. Jej pierwszy artykuł nosił tytuł How to talk to practically anyone about practically anything (Jak rozmawiać praktycznie z każdym o praktycznie wszystkim) i odbił się szerokim echem, a w 1970 roku zaowocował wydaną książką pod tym samym tytułem.
W NBC zdobyła doświadczenie zawodowe w zakresie produkcji telewizyjnej oraz opracowywaniu tekstów. Została zatrudniona jako producentka wiadomości i publicystyki w sieci CBS. Od 1961 pisała scenariusze do porannego programu NBC Today, a także tworzyła reportaże. Prowadziła, zwykle wspólnie z mężczyznami, programy Today (NBC, 1962–1976), Evening News (ABC, 1976–1978), 20/20 (ABC, 1984–2004). Od 1997 prowadziła w ABC program The View, gdzie często dochodziło do gorących debat politycznych i obyczajowych. Przeprowadziła wywiady z wieloma światowymi przywódcami i gwiazdami rozrywki. W marcu 1999 przeprowadziła dla ABC wywiad z Moniką Lewinsky, który obejrzało 48,5 mln widzów. Zajmowała się też inauguracjami prezydentów i zamachami z 11 września 2001. W 2014 przeszła na emeryturę.
Miała trzech mężów, a także adoptowaną córkę.

## Nagrody i wyróżnienia
Była regularnie nominowana do wyróżnienia Nagrodą Emmy (Primetime Emmy Award for Outstanding Hosted Nonfiction Series or Special):
- 1983 – Nagroda Emmy
- 1984 – nominacja
- 1985 – nominacja
- 1986 – nominacja
- 1987 – nominacja
- 1988 – nominacja
- 1991 – nominacja (za wywiad z Whoopi Goldberg)
- 1992 – nominacja (za wywiad z Michelle Pfeiffer)
- 1993 – nominacja (za wywiady z Kathie Lee Gifford i Frankiem Giffordem)
- 1994 – nominacja (za wywiady z Eltonem Johnem i Meg Ryan)

W 1990 została wybrana do Hall of Fame Academy of Television Arts & Sciences. W 1996 Barbara Walters została sklasyfikowana na 34. miejscu listy „50 największych gwiazd telewizyjnych wszech czasów”.